# Chiesa di Sant'Achilleo
La chiesa di Sant'Achilleo (in serbo Црква Cветог Ахилија?, Crkva Svetog Ahilija) o monastero di Arilje (in serbo Mанастир Aриље?, Manastir Arilje) è una chiesa serbo-ortodossa situata ad Arilje, nel distretto di Zlatibor nella Serbia occidentale. È dedicata a sant'Achilleo di Larissa, oppositore dell'arianesimo e partecipante al Concilio di Nicea I nel 325. La chiesa fu costruita nel tardo XIII secolo dal sovrano serbo Stefano Dragutin, della dinastia dei Nemanjić, e si trova nel centro della cittadina, sulle alture che sovrastano l'ampia valle dei fiumi Moravica e Rzav, nella posizione più dominante sulla zona di Arilje.
La chiesa rientra nella lista dei «monumenti culturali d'importanza eccezionale» riconosciuti dalla Repubblica di Serbia (identificativo SK 162).

## Storia

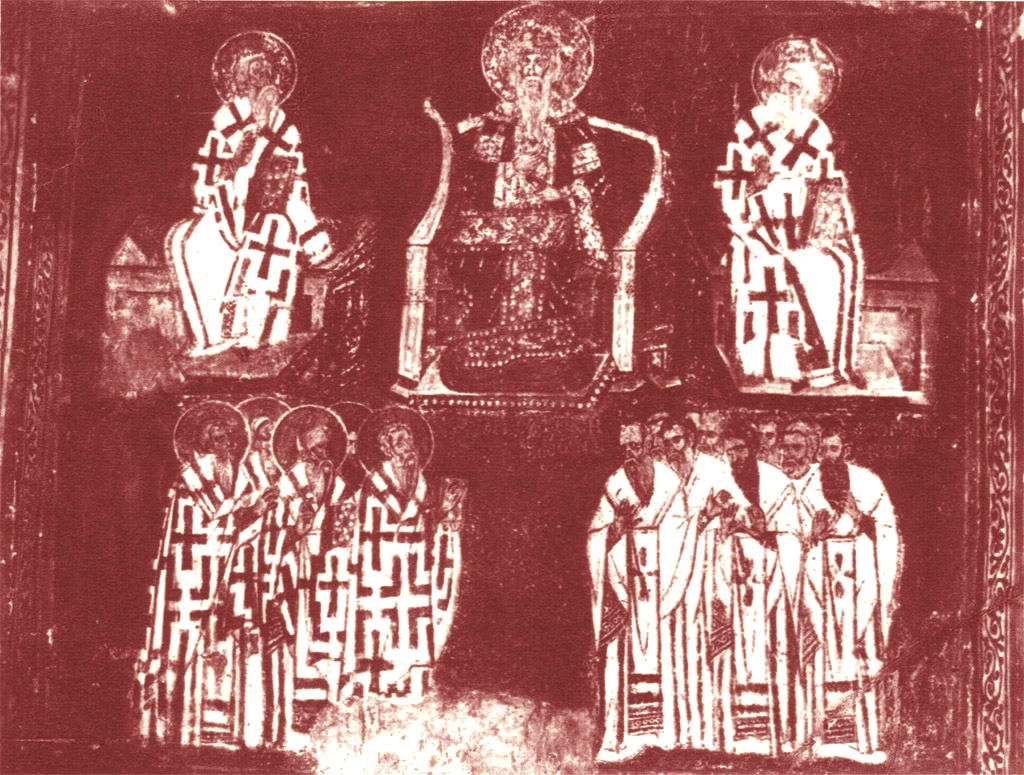
Affresco nella chiesa raffigurante il concilio di Stefano Nemanja contro gli eretici bogomili

Dopo il X secolo, un gruppo di rifugiati venuti da Larissa, in Grecia, si insediarono nel luogo dell'attuale cittadina di Arilje, ove portarono le reliquie di sant'Achilleo, vescovo della loro città d'origine nel IV secolo: qui essi fondarono un monastero. Nel 1219 san Sava, fondatore della Chiesa ortodossa serba, fece del monastero di Arilje il centro della diocesi della Moravica, che si estendeva su una regione che includeva Arilje, Užice, Valjevo e Čačak.
La chiesa attuale fu costruita per iniziativa del re Stefano Dragutin (re di Serbia dal 1276 al 1282, e re di Sirmia dal 1282 al 1316) fra il 1283 e il 1286. Il monastero era ancora sede episcopale nel 1433 ma, nel 1650, era menzionato come abbandonato.
La chiesa è stata completamente restaurata nel 1996.

## Descrizione

### Architettura

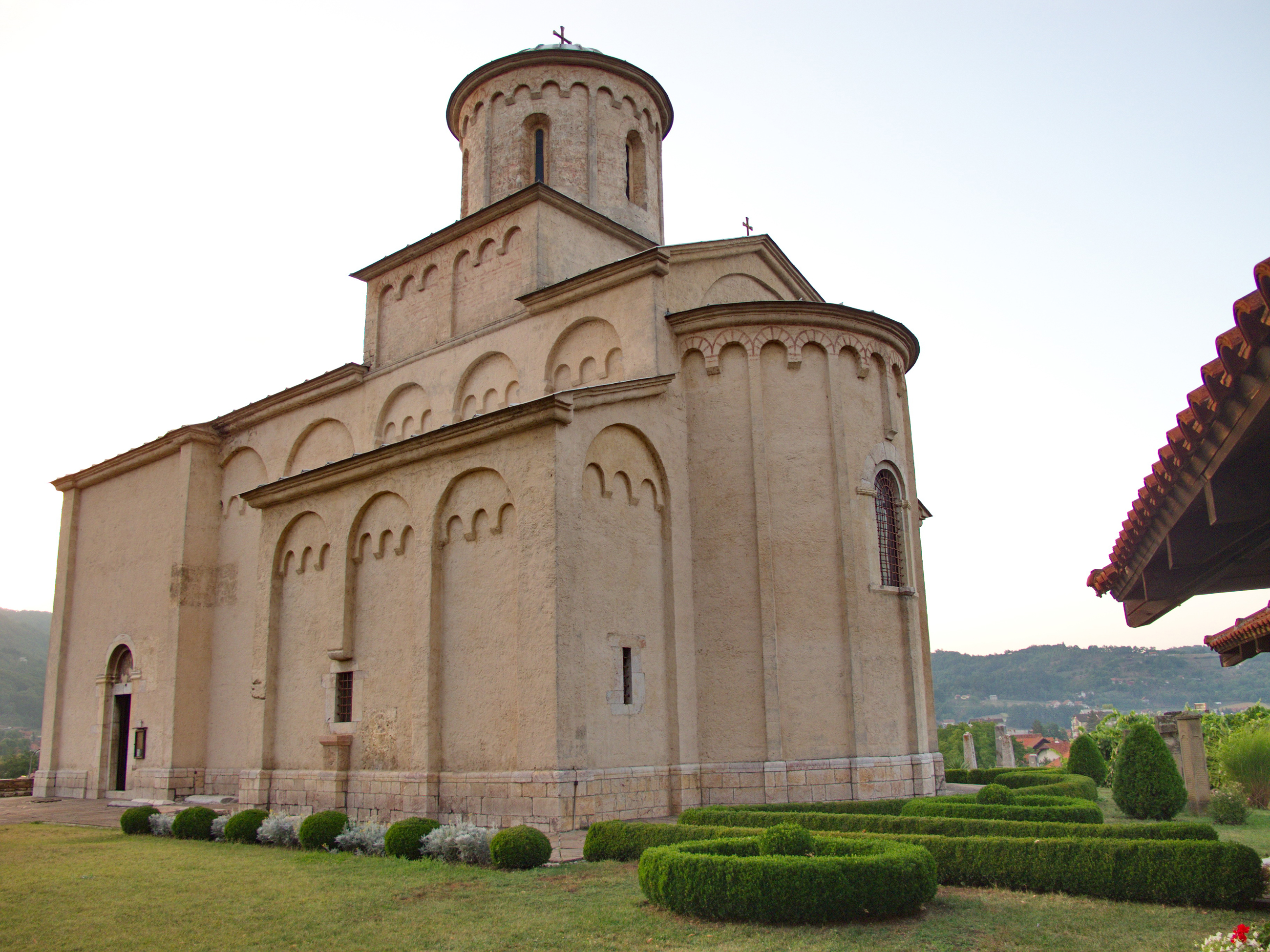
Veduta absidale

La chiesa di Sant'Achilleo, costruita nello stile architettonico della "scuola di Raška", consiste di un'unica navata, con un nartece e un esonartece, e con un coro rettangolare. Le facciate dell'edificio sono ritmate da lesene e arcate cieche. La navata è sormontata da una cupola con sei finestre, disposizione rara fra le chiese serbe.

### Affreschi
Secondo un'iscrizione interna alla chiesa, gli affreschi furono terminati nel 1296, vale a dire alla fine dell'«età d'oro della pittura serba», descritta dallo storico Jovan Deretić, che conobbe il suo apogeo con gli affreschi del monastero di Sopoćani (1263—1268). Le parti conservate si trovano principalmente nel nartece e, in misura minore, nella navata. Nell'esonartece restano solo dei piccoli frammenti.
Nella prima zona degli affreschi della navata sono rappresentati, in piedi, i santi della dinastia serba dei Nemanjić, insieme a vescovi e arcivescovi, quasi a confermare l'unità della chiesa e dello stato nella Serbia medievale.
Sotto di essi sono rappresentati i principali momenti commemorati dalla chiesa, scene della Vita della Vergine e della Passione di Gesù. Il diaconicon è ornato di scene della vita di san Nicola, mentre nell'abside sono rappresentati soggetti nel momento dell'eucaristia.
Un ritratto del re Dragutin, reggente un modello della chiesa, si trova nella parte inferiore del nartece. Allo stesso livello figurano anche i ritratti di suo fratello, re Stefano Uroš II Milutin (1282-1321), di sua moglie Caterina d'Ungheria e dei suoi figli Urošic e Ladislao, il tutto sormontato da raffigurazioni dei concili ecumenici e da scene dell'Antico Testamento.

### Sepolture
Urošic, figlio minore di Dragutin, è sepolto nella chiesa, a testimonianza del rilievo che essa rivestiva per il regnante.